# Ger, Manche

Ger este o comună în departamentul Manche, Franța. În 1 ianuarie 2022 avea o populație de 818 de locuitori.